# Dons
Artūrs Šingirejs (Brocēni, 10 de abril de 1984), conocido por su nombre artístico Dons, es un cantante y compositor letón. Representó a Letonia en Eurovisión 2024 con la canción «Hollow».

## Biografía
Dons nació en Brocēni de padre bielorruso y madre letona, en una familia de cuatro hermanos. Interesado por el arte desde pequeño, se formó en piano por la escuela de música de Saldus y también ha cursado guitarra y solfeo de forma autodidacta. De joven no creía que pudiera vivir de la música, así que también hizo formación profesional en una escuela culinaria.
Estuvo casado desde 2009 hasta 2013 con la cantante letona Lily, a quien conoció de su paso por el concurso musical Talantu Fabrika. Además de contar con su propio sello discográfico, es copropietario de una cafetería en Engure junto con Kaspars Roga, el batería de Brainstorm. Es aficionado al baloncesto y practica yoga.

## Trayectoria musical
En 2003, con diecinueve años, participó en el concurso musical de televisión Talantu Fabrika. Tras proclamarse vencedor, se convirtió en locutor de Radio SWH Rock e inició su carrera con varios sencillos en inglés y letón que fueron nominados en los premios de la industria musical nacional. Durante un tiempo vivió en Londres y en Los Ángeles. El artista barajó varios seudónimos, entre ellos Art Green y Art Singer, antes de quedarse definitivamente con Dons.
En 2008 se consolidó en la industria musical con el álbum Lelle, grabado íntegramente en letón, que le llevó a desarrollar su carrera en ese país. Al año siguiente participó en el programa de viajes 1000 Jūdzes Indijā (en español, «Mil millas por la India») para Latvijas Televīzija, y a su conclusión decidió quedarse un mes en ese país para estudiar meditación. En 2012 publicó un tercer disco, Signāls, y al año siguiente fue el actor de doblaje de Olaf en la versión letona de Frozen, la película de Disney.
Dons intentó representar a Letonia en el Festival de Eurovisión en dos ocasiones. En 2010 se presentó a la preselección nacional con «My Religion Is Freedom», que quedó en segunda posición. En 2014, ya consolidado como una estrella nacional, volvió a intentarlo con «Pēdējā vēstule» y quedó de nuevo segundo, a tan solo 97 votos de la vencedora. A pesar de no ganar esa edición, «Pēdējā vēstule» fue premiada como la mejor canción en letón del año.
En la década de 2010, Dons ha publicado nuevos álbumes bajo su propio sello discográfico, DonsMusic, en los que también ha ejercido como productor para otros artistas como Aminata Savadogo. También ha sido jurado en varios concursos musicales para televisión. En 2018 fue protagonista de la ópera musical Lāčplēsis, considerado uno de los papeles más prestigiosos en la cultura letona. En 2021 firmó un contrato discográfico con Universal Music y ha continuado publicando sencillos, además de trabajar como actor de musicales, productor y jurado en programas de televisión.
Dons representó a Letonia en el Festival de Eurovisión 2024 con la canción «Hollow», escrita en letón bajo el título «Lauzto šķēpu karaļvalsts» (en español, «El reino de las lanzas rotas») y adaptada al inglés por un campamento de compositores. El cantante venció la final del Supernova con la máxima puntuación de jurado y público, y logró la primera clasificación de Letonia para la final de Eurovisión desde 2015. Ya en la final, quedó en decimosexto lugar.

## Discografía
- Viens otram (Platforma Records, 2004)
- Lights On (Platforma Records, 2006)
- Lelle (Platforma Records, 2008)
- Signāls (Platforma Records, 2013)
- Varanasi (DonsMusic, 2014)
- Sibīrija (DonsMusic, 2015)
- Tepat (DonsMusic, 2016)
- Namiņš. Kaste. Vārdi (DonsMusic, 2018)
- Tūrists (DonsMusic, 2020)
- Laiks (Universal Music, 2024)